# 圣路易·蒙福
圣路易-玛利·格里尼翁·德·蒙福（法語：Louis-Marie Grignion de Montfort，1673年1月31日 - 1716年4月28日）是一名法国天主教神父、传教士。蒙福创作了许多天主教经典书籍、编写了许多圣歌，影响了好几任教宗，包括良十三世、圣庇护十世、庇护十二世、圣若望保禄二世。
蒙福以他对圣母玛利亚的敬爱和奉献、对玫瑰经的喜爱而闻名。他是最早提倡敬礼万福童贞圣母的教会人士之一，凭借着他作品中对圣母论的阐述，蒙福被认为是有可能成为教会圣师的人选。
蒙福于1947年7月20日由教宗庇护十二世列入圣人，人們也在圣座圣伯多禄大殿中，创造了一座雕像来纪念他。

## 早年生活

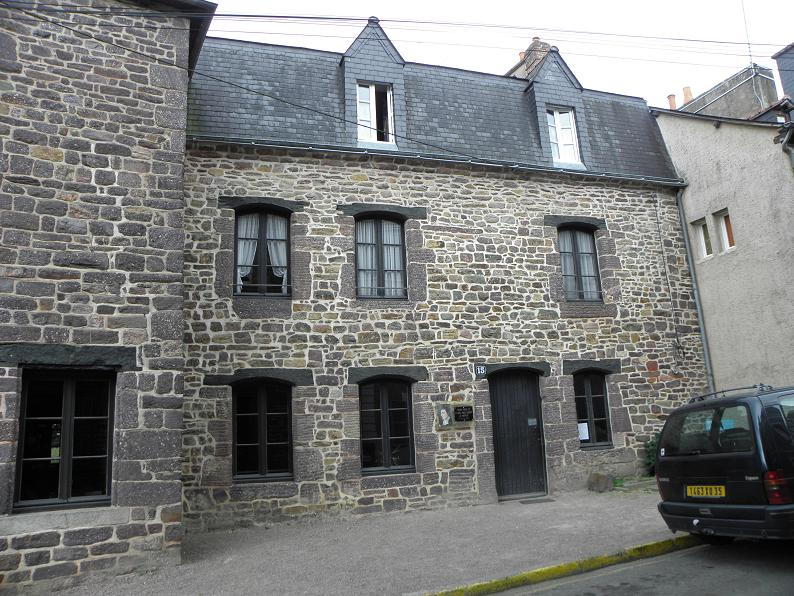
蒙福的家乡，默河畔蒙福尔

路易玛利·格利宁·蒙福原籍法国默河畔蒙福尔，1673年诞生，家境贫寒，自幼在莱纳耶稣会学校读书。
二十岁时弃俗修道，赴巴黎圣叙尔比斯教堂神学院攻读神学。蒙福在修院的时期，常给儿童讲解要理，成绩斐然。同时，他也渐渐喜爱上玫瑰经，常常向圣母、众天使敬礼。

## 司铎与传教士

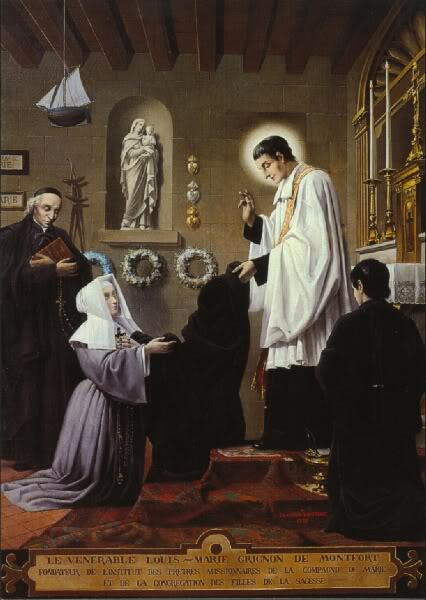
19世纪描绘蒙福与玛丽·路易·特里谢的画，位于上智之座修女会

1700年，蒙福晋升铎品，并加入道明第三会，并请求推广诵念玫瑰经的善工以及建立诵念玫瑰经的修会。他曾写道：“我持续地在祈祷中请求圣母助佑、庇护那些在贫穷的小团体中的司铎，能让他们勇敢地传教。”这样的想法最终促成了玛利亚修会的创立。
蒙福在奉命往卜帝爱医院照顾贫穷病人的过程中，认识了真福玛丽·路易·特里谢。在那一段时期，他与玛丽·路易·特里谢一起，发动组织上智之座修女会，号召护士和病人参加。可是当地人士对这项善会的性质认识不够，以致蒙福的工作未能顺利进展。他便步行赴罗马，请教宗支持。克萊孟十一世，对蒙福的计划颇为赞成。蒙福回到法国继续从事传教工作。
蒙福的传教方法，有时往往别出心裁。大多数人士对他很欢迎，但也有人对他心怀怨恨。蒙福曾有一次被人下毒，虽然没有致命，但严重地恶化了他的健康。但他依然怀着热诚去传教、为穷苦孩子们建立免费学校。
若干地区在他去世后六十年，还遵循他的方法举行敬主善工。这些善工中，主要是诵念玫瑰经。蒙福创立了许多念玫瑰经的善会，其他敬礼则有唱圣歌等（若干圣歌，由蒙福亲手编写）。蒙福特别注意念玫瑰经；他本人加入多明我第三会，可能也是因为他喜好念玫瑰经的缘故。
蒙福传教是不受地区和时间限制的，他随时随地都可以向旁人传教。据说有一次，他搭了渡船，从莱纳到田南去，船上的客人都在唱粗俗的流行歌曲。蒙福劝他们一起同念玫瑰经。结果大家都讥笑他，继续唱歌。可是蒙福不顾众人笑骂，一再苦劝，到后来，全船的人都受他感动而跪下念玫瑰经。另有一次，船上的搭客跳舞作乐，可是到后来，在蒙福的领导下一同念玫瑰经唱圣歌。
蒙福曾往拉洛奇作多次讲道。那时拉洛奇是新教加尔文派教徒的大本营。蒙福每次前往讲道，听众拥挤不堪，许多新教徒都皈依天主教。
蒙福早已有意创立一个以传教为目的的修会。这计划在他去世前数年终于实现，这便是玛利亚修会。

## 逝世
由于辛苦的传教工作以及常年的疾病，往圣洛朗的传教成为了蒙福最后一次传教。途中，他患上重病，并于1716年4月28日逝世。去世时他年仅四十三岁，作为一名神父也只有十六年。他的最后一次讲道是关于耶稣的温柔和天主降生成人的圣智。
数以千计的人群聚集在教堂里哀悼他。随后，就出现了许多关于他于自己的墓前显神迹帮助穷人、病人的故事。
巧合的是，43年后，他一生的好友玛丽·路易·特里谢也在圣洛朗去世，并被埋葬在蒙福旁。
1996年9月19日，教宗若望保禄二世（将特里谢列入了真福品）前往他们比邻的墓前默想、祈祷。

## 所创修会
蒙福具有勇气，甘愿为天主而冒许多风险。就如他在去世前几年，写信给玛丽·路易·特里谢里提到的：
“若我们不为天主而承受许多危险，那么我们不能为天主做什么伟大的事。”

（"If we do not risk anything for God we will never do anything great for Him."）
蒙福在世时创立了玛利亚修会、上智之座修女会、圣加俾额尔兄弟会。在他死后，这些修会发展并且向外传播，现今已遍布世界。

## 作品

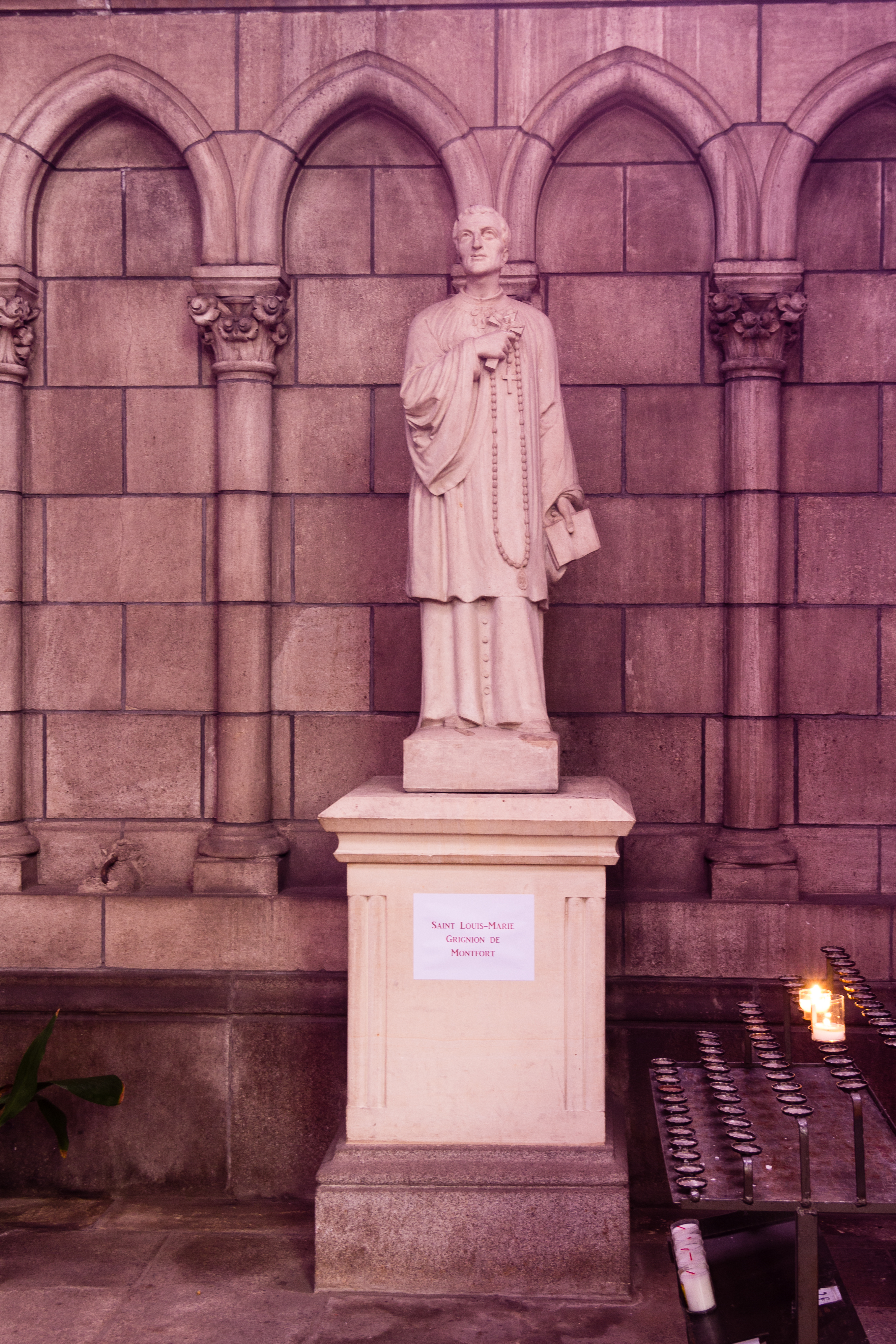
蒙福的雕像，位于莱纳的Basilica of Notre-Dame-de-Bonne-Nouvelle

在蒙福十六年的神父生活中，他留下许多时间沉思、避静、写作。在他从罗马回法国的途中，去往圣弥额尔山避静思考：“向这位大天使祈祷，并从他那里获得由天主而来的恩典去拯救人灵、坚固那些已在天主慈爱之中的人、与撒旦和罪恶勇敢作战。”
蒙福最脍炙人口的作品为《孝爱真谛》（True Devotion to Mary），其余作品有《天主之母的奥秘》（Secret of Mary）、《玫瑰经的奥秘》（Secret of the Rosary）等。尽管蒙福因他的圣母论与敬礼万福童贞圣母而闻名，但他的灵性思想还是集中在圣子耶稣基督降生成人的奥秘，是以对天主的爱为中心的。
蒙福也是一位诗人，在他的传教生活中他创作了超过20000首圣歌。